# Piva

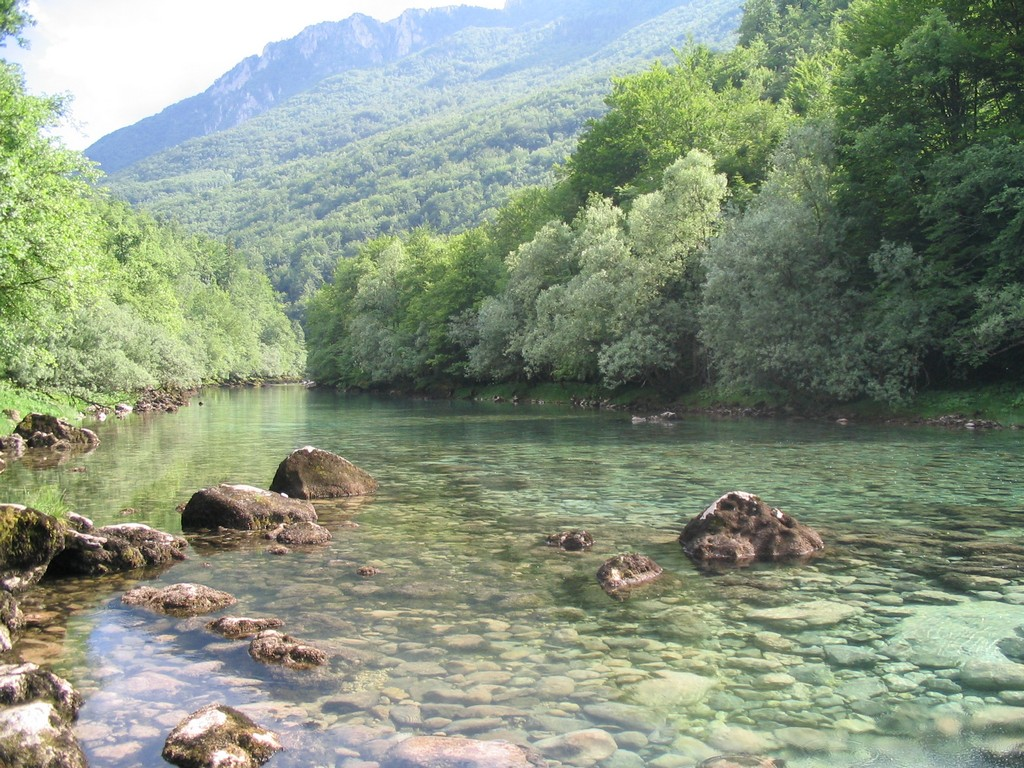
El riu Piva

El Piva —Пива en ciríl·lic Montenegrí és un riu que travessa Montenegro i de Bòsnia i Hercegovina, que conjuntament amb el riu Tara forma el riu Drina, a la frontera amb Bòsnia i Hercegovina. El Piva pertany a la conca hidrogràfica del mar Negre, la seva conca de drenatge és de 1.270 km² i no és navegable.
El Piva sorgeix de la deu Sinjac (Ciríl·lic: Сињац) a la muntanya Golija, prop del monestir de Piva (també anomenat Vrelo Pive; ciríl·lic: Врело Пиве; Pou de Piva). Abans que es formés el llac artificial Piva, l'aigua del pou es precipitava al riu Komarnica (Ciríl·lic: Комарница) creant així el riu Piva durant els següents 34 km. No obstant això, Komarnica és part d'un sistema fluvial de 86 km de llarg (El teušina-Bukovica-Bijela-Komarnica), mesurat des de la font del riu El teušina (Ciríl·lic: Тушина), el Piva, amb el malnom de "el riu amb cinc noms" té 120 km de llarg.
El teušina s'origina a la muntanya Sinjajevina a la regió de Uskoci de Montenegro central a uns pocs quilòmetres de la font d'un altre riu important montenegrí, el Morača. El riu flueix cap a l'oest, entre les muntanyes Sinjajevina i Lola, a prop als pobles de Krnja Jela, Bare, Boan i El teušina. Rep des del nord el riu Bukovica (Ciríl·lic: Буковица), i continua més enllà sota aquest nom. Després el riu passa el centre regional de Šavnik i els pobles de Gradac i Pridvorica a la regió de Drobnjaci, el corrent rep des del nord al Komarnica i pren el seu nom.
El Komarnica segueix entre les muntanyes de Vojnik i Treskavac, en una zona pràcticament deshabitada (poble de Duži) i entra a l'Altiplà de Piva, on gira cap al nord (gairebé tot el curs del Komarnica està inundat per l'embassament del llac Piva), rep des de la dreta al pou de Piva i entra en el profund canó de Piva.
El canó està tallat entre les muntanyes de Bioč, Volujak, Maglić i Pivska planina, els seus 33 km de llarg i la profunditat de fins a 1.200 m fan que el riu sigui usat a l'estació de Mratinje (342 MW) per generar electricitat. La presa té 220 m d'alt, una de les més altes a Europa i crea el llac Piva, el tercer més gran a Sèrbia i Montenegro (12,5 km², altitud 675 m, 188 m de profund), que inunda l'antiga localització del monestir de Piva del segle xvi, de manera que el monestir va ser traslladat al nou emplaçament.
Després de la presa, el Piva segueix recte cap al nord i es troba amb el Tara a Šćepan Polje, a la frontera amb Bòsnia i Hercegovina per crear el Drina.